# 帰郷 (1948年の映画)
『帰郷』（ききょう、Homecoming）は1948年に公開されたアメリカ合衆国の映画。第二次世界大戦を舞台に、軍医と看護婦の悲恋を描いた作品。出演はクラーク・ゲーブルやラナ・ターナーなど。日本での初公開時のタイトルは『歸郷』。

## キャスト
| 役名           | 俳優                   | 日本語吹替                     |
| 役名           | 俳優                   | NET版                          |
| -------------- | ---------------------- | ------------------------------ |
| ジョンソン大佐 | クラーク・ゲーブル     | 納谷悟朗                       |
| ジェーン       | ラナ・ターナー         | 津村悠子                       |
| ペニー         | アン・バクスター       | 富田恵子                       |
| ロバート       | ジョン・ホディアク     | 羽佐間道夫                     |
| エイブリー     | レイ・コリンズ         | 八奈見乗児                     |
| カービー夫人   | グラディス・クーパー   | 森ひろ子                       |
| モンケビックス | キャメロン・ミッチェル | 野沢那智                       |
| マッキーン     | マーシャル・トンプソン |                                |
| ストーカー夫人 | ルリーン・タトル       |                                |
| ウィリアムズ   | アート・ベイカー       | 森山周一郎                     |
| 日本語スタッフ |                        |                                |
| 演出           |                        |                                |
| 翻訳           |                        |                                |
| 効果           |                        |                                |
| 調整           |                        |                                |
| 制作           |                        |                                |
| 解説           | 解説                   | 淀川長治                       |
| 初回放送       | 初回放送               | 1966年12月3日 『土曜洋画劇場』 |